# Albatros C.III
Albatros C.III byl německý dvoumístný víceúčelový dvouplošník používaný během 1. světové války vyráběný společností Albatros Flugzeugwerke. Letoun C.III byl vytříbenou verzí úspěšného letounu Albatros C.I a byl nakonec nejvyráběnější ze všech letounů typu C společnosti Albatros. Byl používán v celé řadě rolí, které zahrnovaly pozorování, fotografický průzkum, lehké bombardování a doprovod bombardérů. Osmnáct letounů C.III bylo v srpnu 1916 dodáno do Bulharska. Ty byly zničeny v roce 1920 podle podmínek mírové smlouvy.

## Vývoj a popis
Podobně jako jeho předchůdce, byl letoun C.III oblíbený pro svou robustní konstrukci a příjemné ovládání. Křídla měl stejného rozpětí, avšak nejvýraznějším rozdílem mezi těmito dvěma typy byly přepracované ocasní plochy. C.III měl nižší zaoblenou svislou ocasní plochu oproti velké trojúhelníkové ocasní ploše letounů C.I., což dávalo letounům C.III větší hbitost. Rovněž stabilizátor byl zaoblený. Jako pohon byly používány řadové vodou chlazené motory Benz Bz.III (110 kW / 150 k) nebo Mercedes D.III (120 kW / 160 k). Podobně jako mnoho dalších válečných dvoumístných strojů (například britský Royal Aircraft Factory R.E.8) hlava motoru a výfuková potrubí vyčnívaly nad přední částí trupu, čímž znesnadňovaly výhled pilota dopředu.
Pozorovatel, který seděl v zadním kokpitu, ovládal pohyblivý kulomet Parabellum MG14 ráže 7,92 mm. Některé letouny C.III byly vybaveny dopředu střílejícím synchronizovaným kulometem LMG 08/15 ráže 7,92 mm. C.III také mohl nést náklad leteckých pum až do celkové hmotnosti 90 kg (200 lb) v malé pumovnici v trupu, která byla umístěna mezi sedadly pilota a pozorovatele.
Mimo mateřskou firmu byly letouny vyráběny v licenci i u několika dalších leteckých výrobců.
Mezi roky 1926 a 1927 byly dva letouny poháněné motory Mercedes D.III postaveny ze zachráněných dílů a z částí zničených letounů v Bulharsku pod označením DAR 2. Tyto letouny byly používány k výcviku.

## Specifikace (C.III)

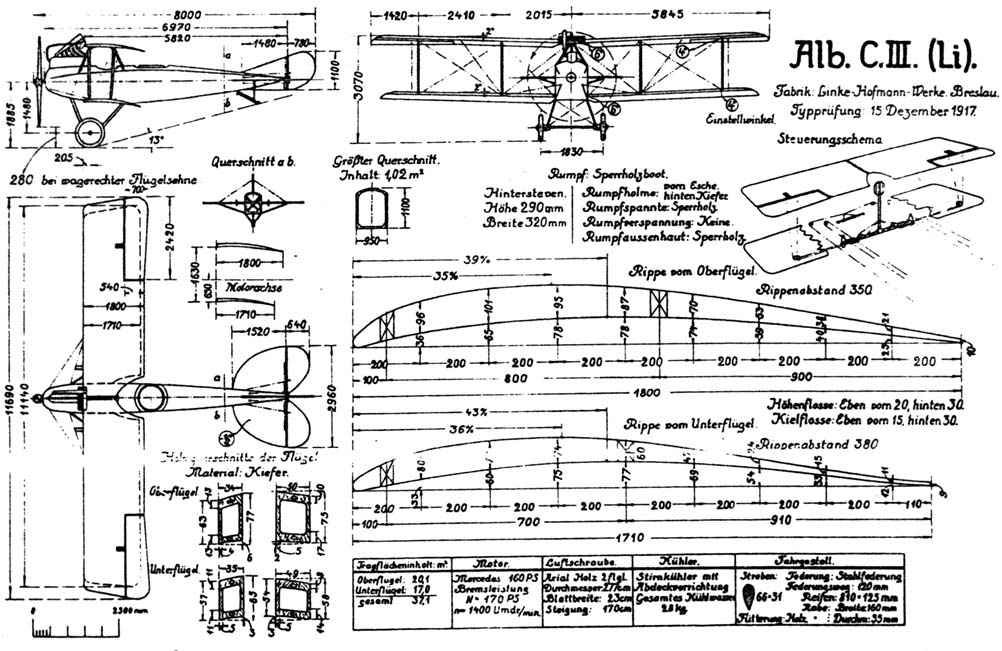
Albatros C.III

Technické údaje pocházejí z publikace „Biplanes, Triplanes, and Seaplanes“.

### Technické údaje
- Posádka: 2
- Rozpětí: 11,69 m
- Délka: 8,0 m
- Výška: 3,10 m
- Nosná plocha: 36,91 m²
- Plošné zatížení: ? kg/m²
- Prázdná hmotnost: 851 kg
- Max. vzletová hmotnost: 1 353 kg
- Pohonná jednotka: 1× řadový motor Benz Bz.III nebo Mercedes D.III
- Výkon pohonné jednotky: 112 kW (150 k) nebo 120 kW (160 k)

### Výkony
- Cestovní rychlost: ? km/h ve výšce ? m
- Maximální rychlost: 140 km/h (87 mph) ve výšce ? m
- Dolet: 4 hodiny
- Dostup: 3 350 m (11 000 stop)
- Výstup do 1 000 m: 9 minut

### Výzbroj
- 1× kulomet LMG 08/15 ráže 7,92 mm na nose letounu
- 1× kulomet Parabellum MG 14 ráže 7,92 mm na místě pozorovatele
- až 90 kg pum

## Uživatelé

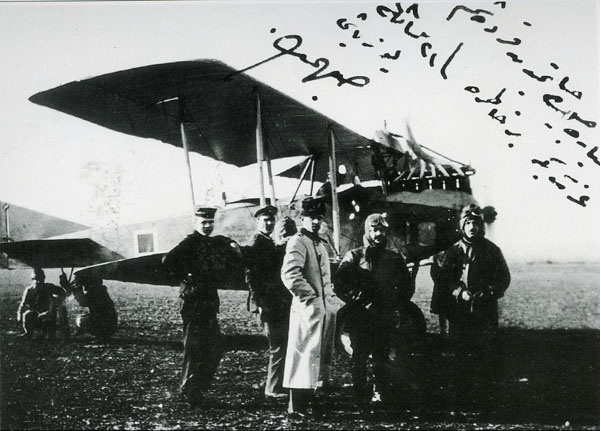
Turecký Albatros C.III

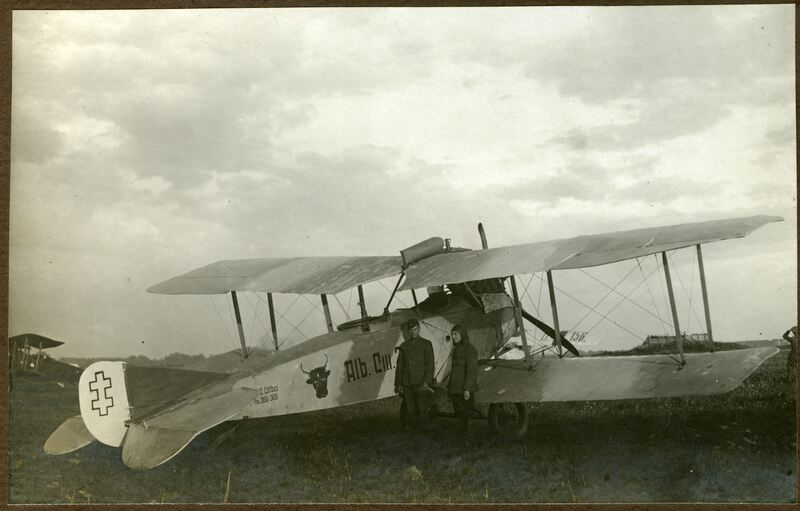
Litevský Albatros C.III

Bulharsko
- Bulharské letectvo

 Finsko
- Finské letectvo

 Německá říše
- Luftstreitkräfte

 Litva
- Litevské letectvo

 Lotyšsko
- Lotyšské letectvo (6 kusů)[6]

 Polsko
- Polské letectvo

 Turecko
- Osmanské vzdušné síly

#### Související vývoj
- Albatros C.I
- Albatros C.V

#### Podobná letadla
- Royal Aircraft Factory R.E.8
- Aviatik C.I
- LVG C.II
- Rumpler C.I